# Península de Coromandel
La península de Coromandel (del inglés: Coromandel Peninsula) es una península de Nueva Zelanda que se encuentra en la costa noroccidental de la isla Norte. 
Forma parte de la región de Waikato y se extiende por 85 km al norte del extremo occidental de la bahía de la Abundancia, formando una barrera natural que protege el golfo de Hauraki y a la bahía conocida como bahía Firth de Thames al oeste de las aguas del océano Pacífico, al este. El punto más largo mide 40 km.
La población se concentra junto a las costas del golfo de Hauraki y de la bahía de la Abundancia. La mayor ciudad de Nueva Zelanda, Auckland, se ubica en la costa de dicho golfo, 55 km al oeste. La península es claramente visible desde Auckland cuando el tiempo está claro.

## Personas
Debido a la topografía, la mayor parte de la población de Coromandel vive en un pequeño número de ciudades y pueblos a lo largo de la costa sureste y suroeste. Sólo cinco ciudades tienen más de 1.000 habitantes (Coromandel, Whitenga, Támesis, Tairua y Wongamata), y de ellas, sólo Támesis, con 7.440 habitantes, y Whitenga, con 6.540, tienen más de 5.000 habitantes.

## Historia
Antes del contacto con los europeos, las canteras de Tahanga, en la bahía de Opito, eran una importante fuente de basalto, que los maoríes utilizaban para fabricar herramientas de piedra, como cuchillas.

## Industrias y atracciones
La zona era conocida principalmente por la extracción de oro y la tala de kauri, pero ahora es un popular destino turístico. La minería cesó hacia la década de 1980. A finales de 2009, el ministro de Energía y Recursos de Nueva Zelanda, Gerry Brownlee (Partido Nacional), indicó que existía la posibilidad de reanudar la explotación minera en las zonas protegidas, aunque anteriormente había declarado que las evaluaciones de los recursos minerales en las zonas protegidas no indicaban un deseo de explotarlas.
Un parque forestal ocupa gran parte del centro de la península, y el litoral está salpicado de numerosas playas y vistas panorámicas. El origen geotérmico de la región queda patente en los manantiales de agua caliente, sobre todo en la playa de Hot Water, en la costa este de la península. Whangamata Town es un popular lugar de vacaciones, y Whitinganga, en Mercury Bay, es famoso por sus deportes acuáticos. Las aguas de la península son también un popular destino de buceo. Catedral Cove, llamada así por el arco en forma de catedral que hay en el acantilado de piedra caliza, es un destino popular al que sólo se puede acceder en barco o a pie. En los últimos años, delfines y otras ballenas de alta mar han ido apareciendo a lo largo de la costa a medida que su número ha empezado a repuntar, como la ballena franca austral, la ballena de Bryde y la ballena jorobada.

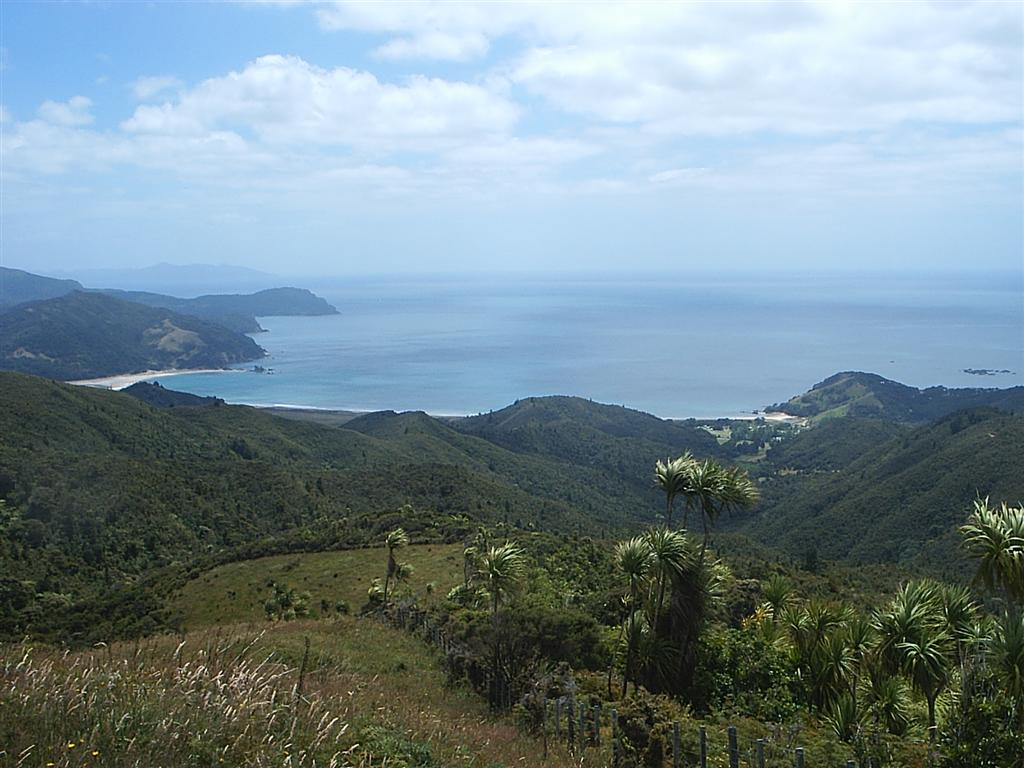
Bahía Waikakau, en la península
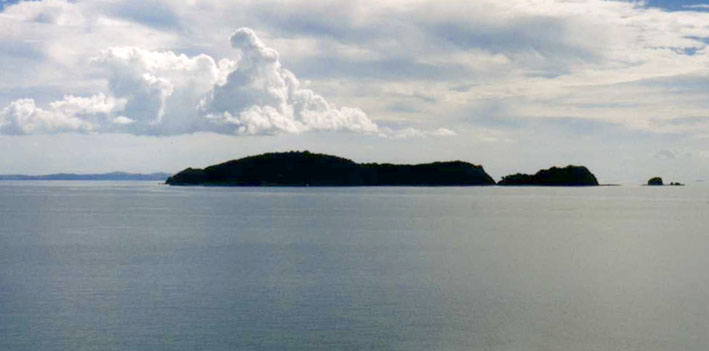
Islas Motukawao
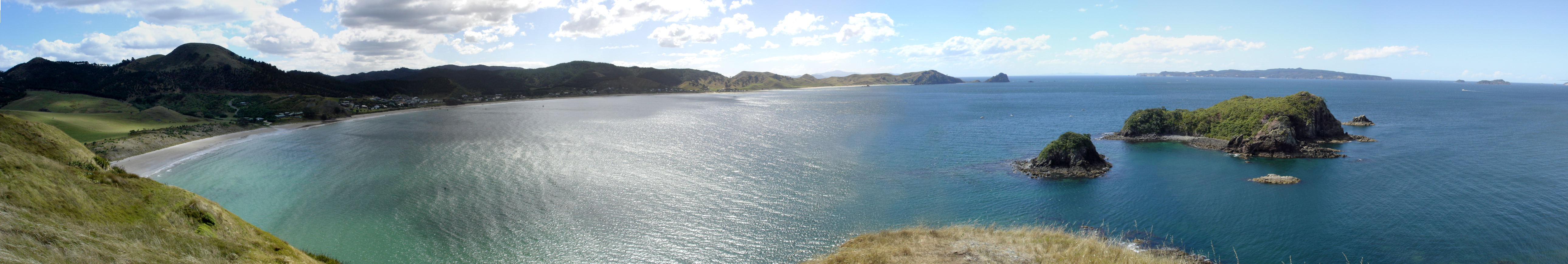
Panorama de la península
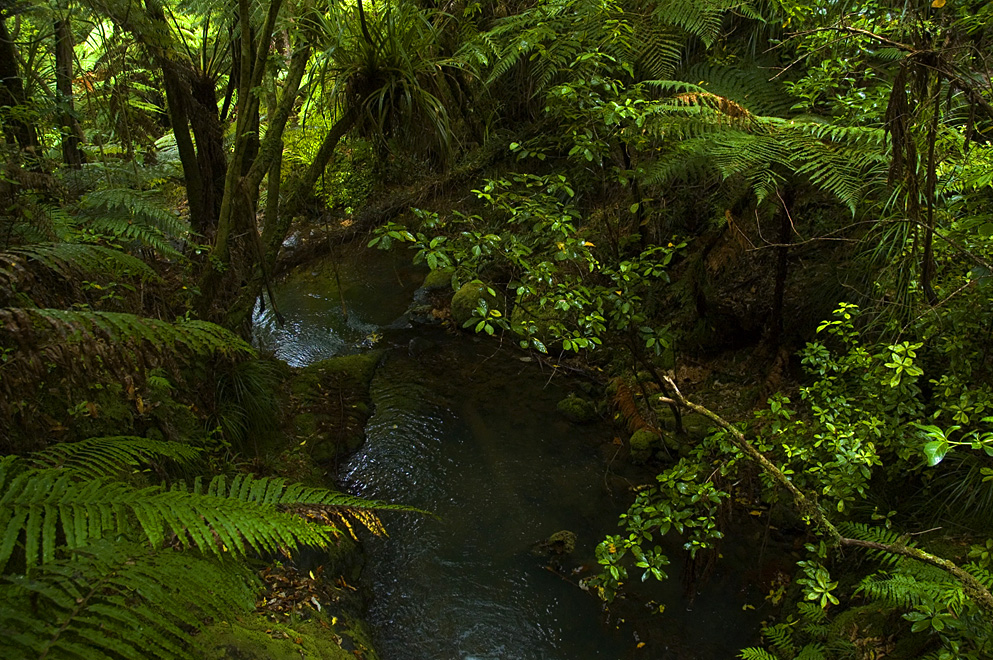
Bosques de la península